# 玉梨温泉

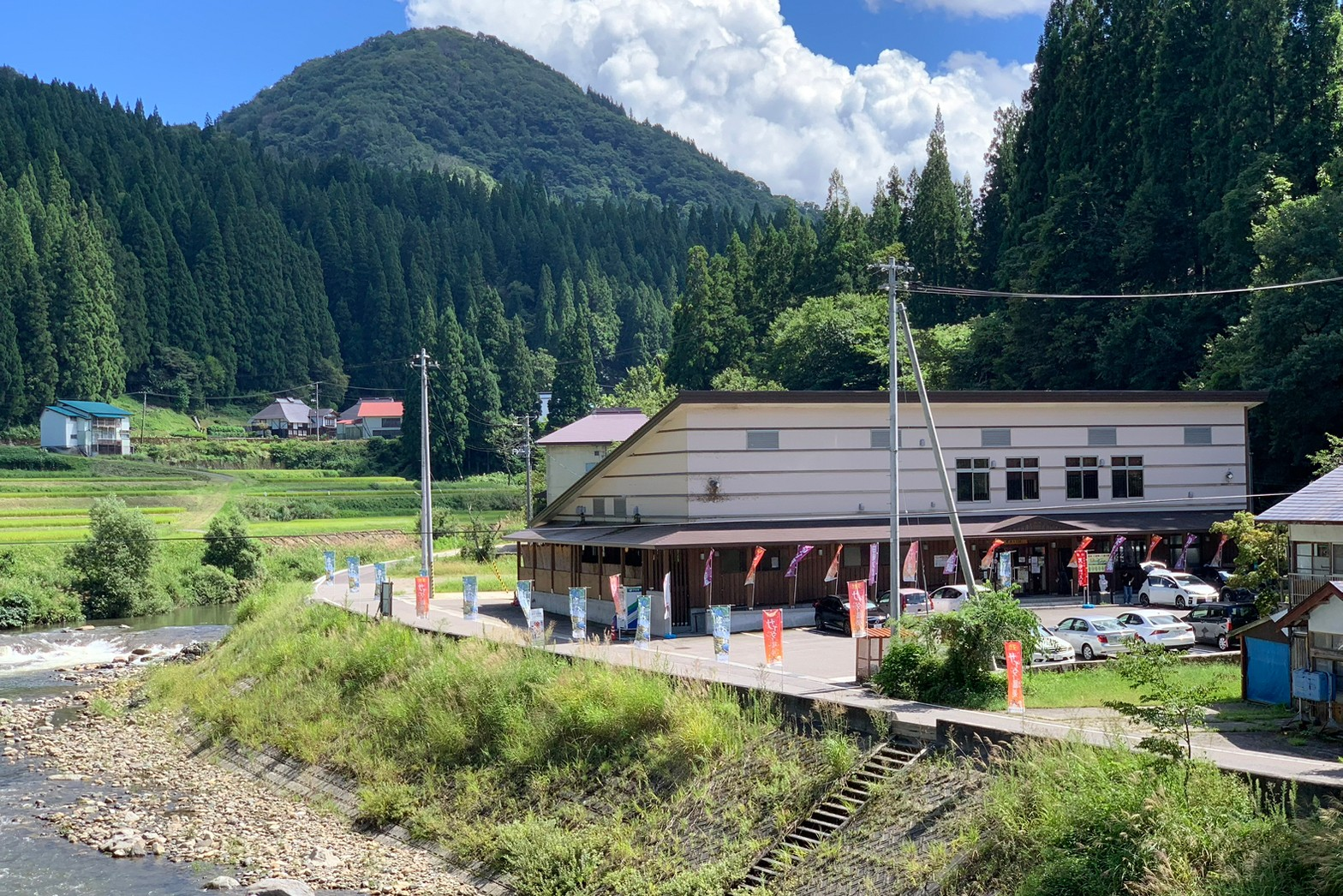
玉梨温泉 日帰り温泉施設 せせらぎ荘

玉梨温泉（たまなしおんせん）は、福島県大沼郡金山町（旧国陸奥国、明治以降は岩代国）にある温泉。

## 泉質
- ナトリウム－炭酸水素塩・塩化物・硫酸塩温泉(低張性中性高温泉)

## 温泉街
奥会津の山あい、野尻川沿いに国道400号沿いの八町温泉と川を渡った先の玉梨温泉に分かれる。
八町温泉側に旅館と混浴の共同浴場がそれぞれ、一軒存在する。玉梨温泉側も、共同浴場と日帰り入浴施設がそれぞれ一軒存在する。

## アクセス
- JR只見線 会津川口駅から、レンタサイクルで約20分。
- 会津バス大芦線 「玉梨八町温泉」バス停より徒歩すぐ。
- 磐越自動車道会津坂下ICから国道252号線経由で約50分。